# Mega Man Xtreme
Mega Man Xtreme (Rockman X: Cyber Mission (ロックマンX サイバーミッション) au Japon) est un jeu d'action-plates-formes développé par Capcom Production Studio 3 et édité par Capcom en 2000 sur Game Boy Color. Il fait partie de la franchise Mega Man et c'est un spin-off de la série Mega Man X. Le jeu est réédité en 2011 sur Nintendo 3DS,,,,,.

## Trame
Les événements de Mega Man Xtreme se situent chronologiquement entre Mega Man X2 et Mega Man X3.
Quelque temps après le retour de Zero au sein des chasseurs, l'ordinateur-mère du QG devient la cible d'un piratage audacieux mené par Techno, hacker Réploïde à la tête d'un obscur groupe de Mavericks, les Shadow Hunters.
Aidé par Middy, un jeune prodige informatique, X accepte de plonger dans le cyberespace afin d'y réparer les dégâts causés par les pirates et retracer les coupables, quitte à devoir affronter les défenses corrompues de l'Ordinateur-mère.

## Système de jeu
À l'instar des jeux de Mega Man sur Game Boy, Mega Man Xtreme combine plusieurs éléments de deux jeux  existants (Mega Man X et Mega Man X2) en les adaptant aux capacités graphiques et sonores de la Game Boy Color.
Le système de difficulté de Mega Man Xtreme se divise en trois modes : Normal, Hard et Extreme. Plutôt que d'influer sur la résistance du personnage ou des ennemis, les deux premiers modes de difficulté proposent chacun des niveaux et des Mavericks différents, tandis que le troisième combinent les niveaux et les Mavericks des deux précédents modes.
En plus de la Light Armor et d'autres objets repris directement de Mega Man X et Mega Man X2, X a la possibilité, par le biais de quelques améliorations inédites, de faire appel à Zero. Bien qu'il ne puisse pas le contrôler directement, le joueur peut l'invoquer afin de réaliser une attaque spéciale.

## Mavericks
| Nom anglais       | Nom japonais       | Arme           | Faiblesse      |
| ----------------- | ------------------ | -------------- | -------------- |
| Chill Penguin     | Icy Penguigo       | Shotgun Ice    | Speed Burner   |
| Spark Mandrill    | Spark Mandriller   | Electric Spark | Shotgun Ice    |
| Armored Armadillo | Armor Armage       | Rolling Shield | Electric Spark |
| Storm Eagle       | Storm Eagleed      | Storm Tornado  | Spin Wheel     |
| Flame Stag        | Flame Stagger      | Speed Burner   | Storm Tornado  |
| Morph Moth        | Metamor Mothmeanos | Silk Shot      | Speed Burner   |
| Magna Centipede   | Magne Hyakulegger  | Magnet Mine    | Silk Shot      |
| Wheel Gator       | Wheel Aligates     | Spin Wheel     | Magnet Mine    |